# بنو غسان (یمن)
 بنو غسان  (در عربی:  بَنو غَسان )
نام روستایی است در عزلهٔ (مخلاف العود)، در دهستان الغُربان از توابع استان 
عَدَن در کشور یمن در شبه جزیره عربستان. 

## جمعیت
جمعیت آن (۲۳۸) نفر (۲۳ خانوار) می‌باشد.